# Glochidion acuminatissimum
Glochidion acuminatissimum är en emblikaväxtart som beskrevs av Airy Shaw. Glochidion acuminatissimum ingår i släktet Glochidion och familjen emblikaväxter. Inga underarter finns listade i Catalogue of Life.